# Lava a cuscino

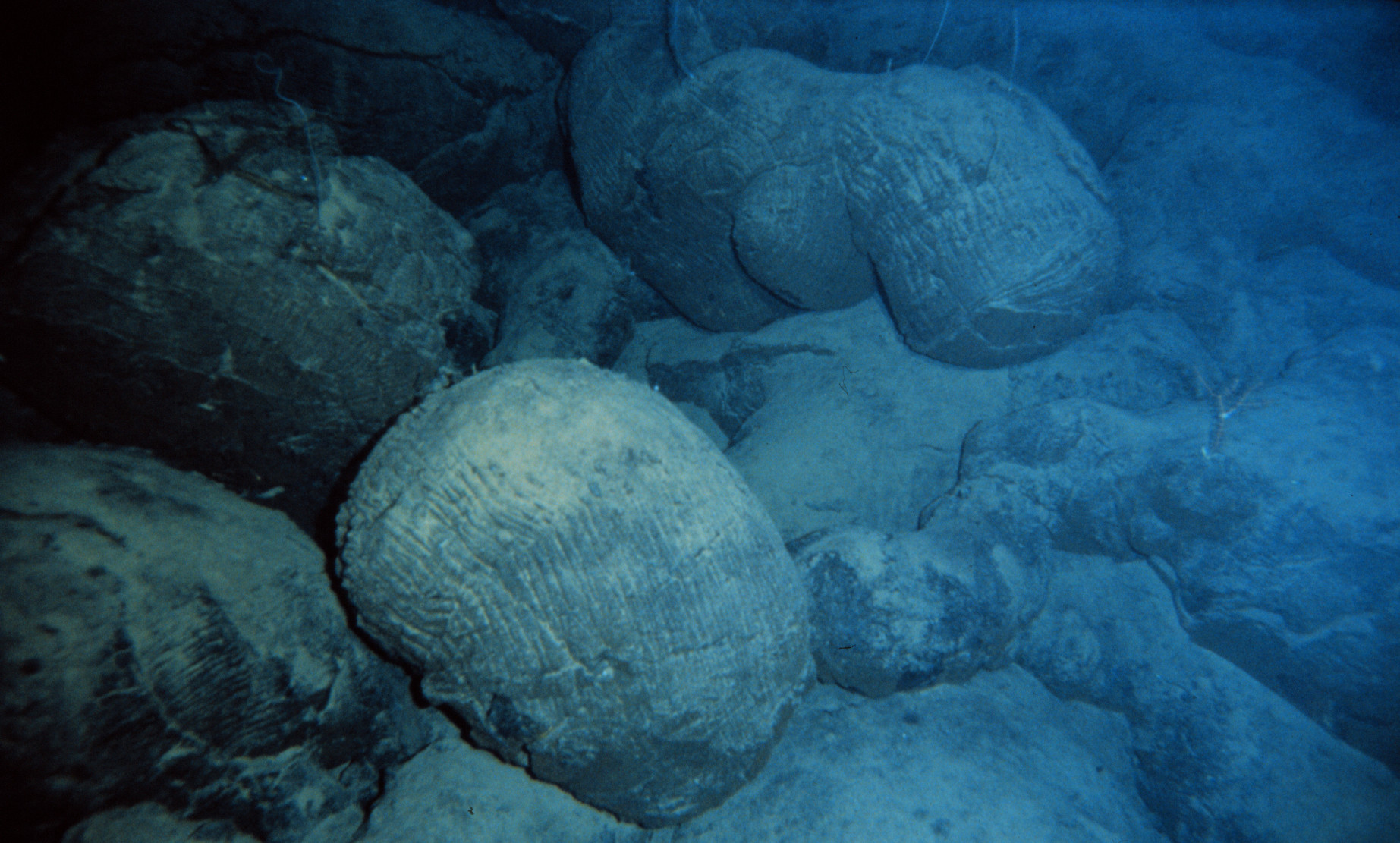
Lava a cuscini sul fondo dell'Oceano Pacifico meridionale.

La lava a cuscino (pillow lava in lingua inglese) è un tipo di lava formata da caratteristiche strutture a forma di cuscino dovute alla fuoriuscita di lava al di sotto della superficie del mare, che comporta un repentino raffreddamento della superficie causando la formazione di una sottile crosta vetrosa (ialoclastite).
A causa di questo fenomeno, il flusso della lava si divide in blocchi rotondeggianti, che si sovrappongono gli uni agli altri formando potenti serie. I blocchi rimangono plastici all'interno e si assestano, deformandosi, fino al completo raffreddamento.
Le lave a cuscino compongono parte dello strato 2 della crosta oceanica.

## Composizione

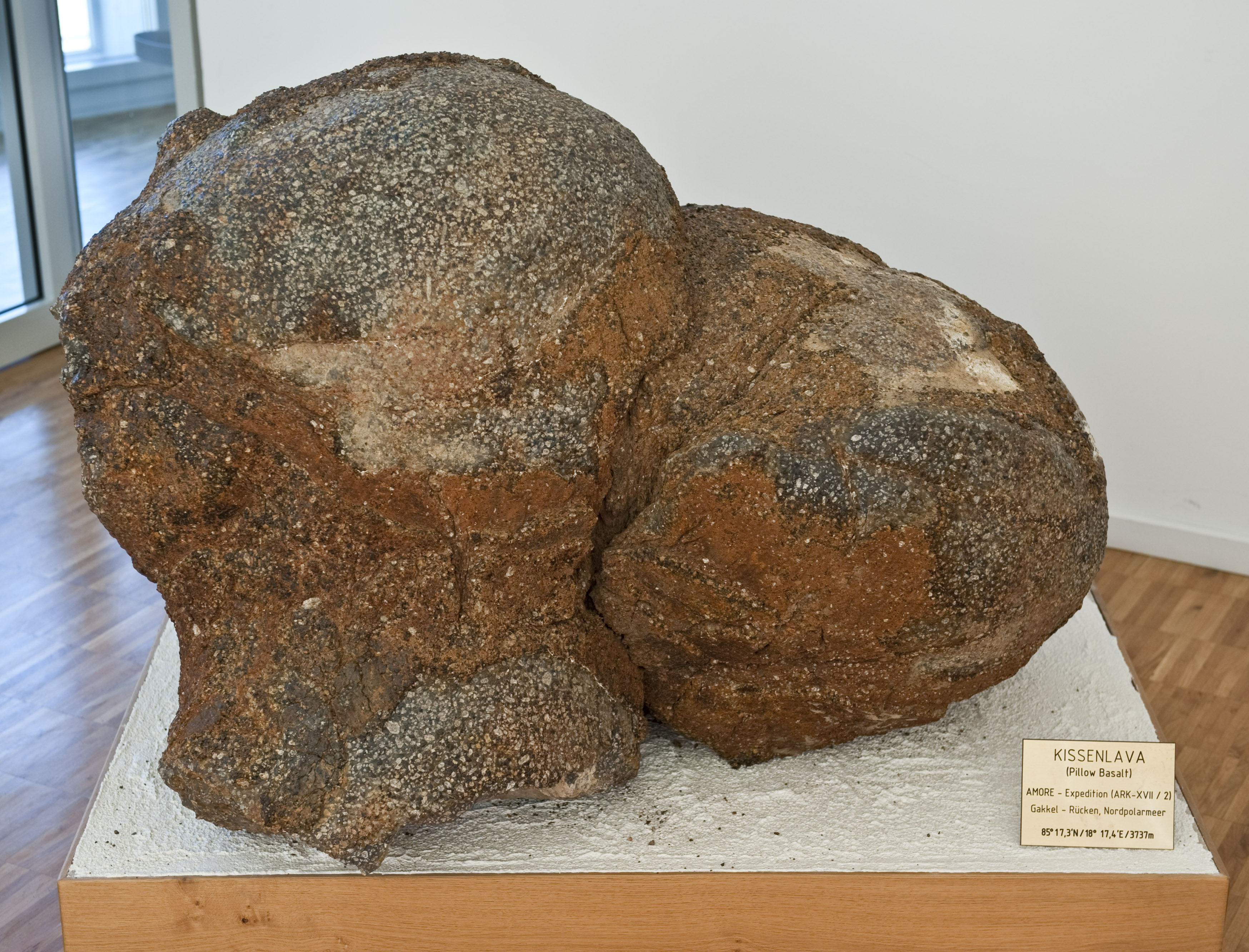
Lava a cuscino dragata dalla Dorsale di Gakkel nell'oceano artico

Le lave a cuscino hanno generalmente una composizione basaltica anche se sono noti esempi di lava a cuscino formata da komatiite, picrite, boninite, andesite basaltica, andesite e anche dacite. Generalmente una composizione intermedia genera cuscini più grandi per la maggiore viscosità del magma.

## Diffusione
Si rinvengono ovunque vi sia una eruzione di lave mafiche o ultramafiche sott'acqua, presso i punti caldi sottomarini, e lungo le dorsali medio oceaniche. Lungo le dorsali oceaniche vengono eruttate grandi quantità di lave basaltiche che formano potenti serie di lave a cuscino, alimentate dai filoni che collegano il fondo marino con le sottostanti camere magmatiche.

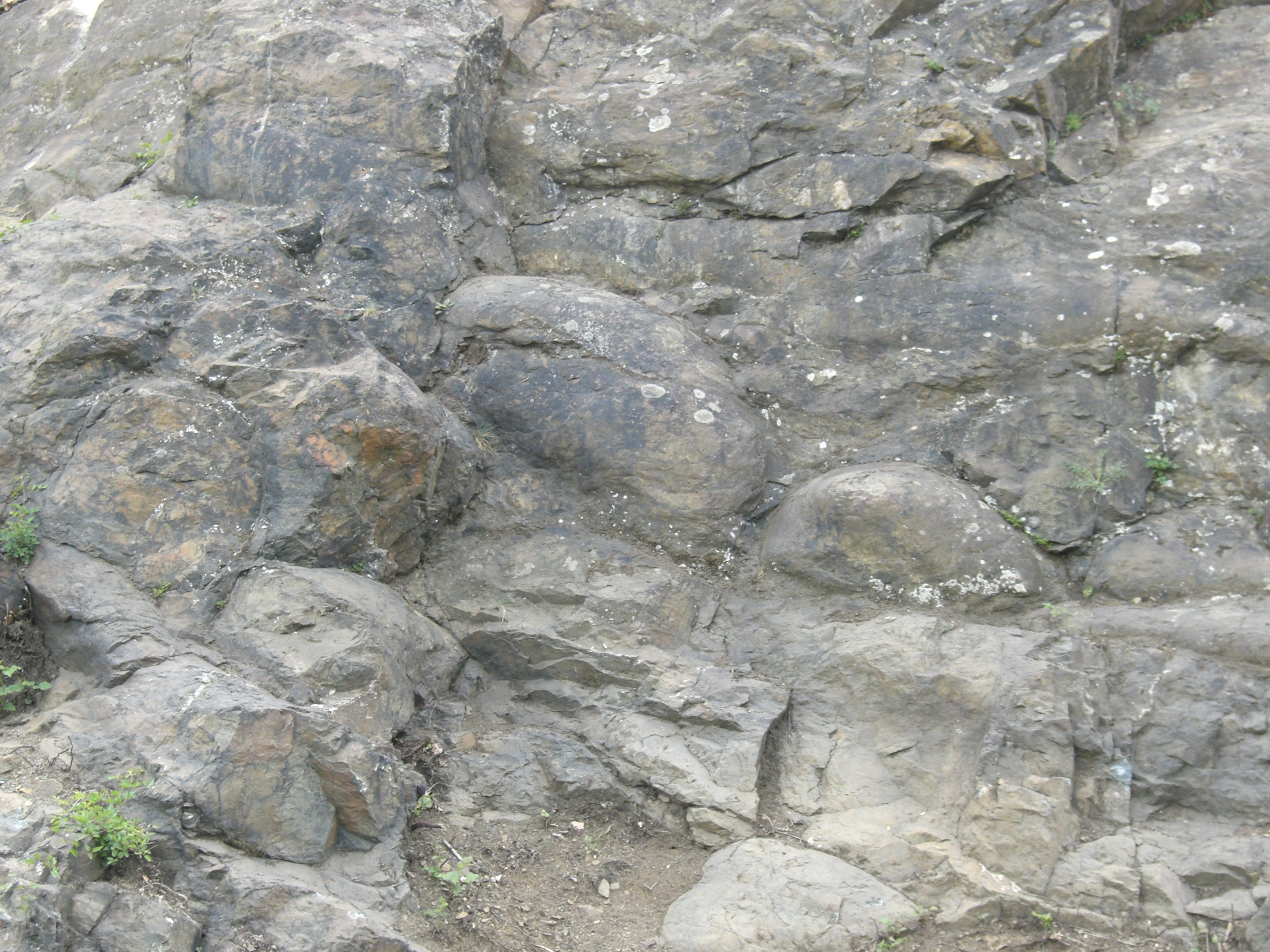
Lave a cuscino di una serie ofiolitica, a nord est di Praga

Quando la crosta oceanica risulta sovraimposta alla crosta continentale, a causa di un evento tettonico, si possono osservare le sequenze dei basalti a cuscini sovrapposti a i filoni stratificati che formano la sequenza effusiva delle ofioliti.
La presenza di basalti a cuscini nelle più antiche serie di rocce della terra, in Groenlandia e Sudafrica, conferma la presenza di grandi quantità d'acqua nel primo Archeano.
Le lave a cuscino possono formarsi anche nelle prime fasi di un'eruzione subglaciale.

## Utilizzo come marcatori di giacitura

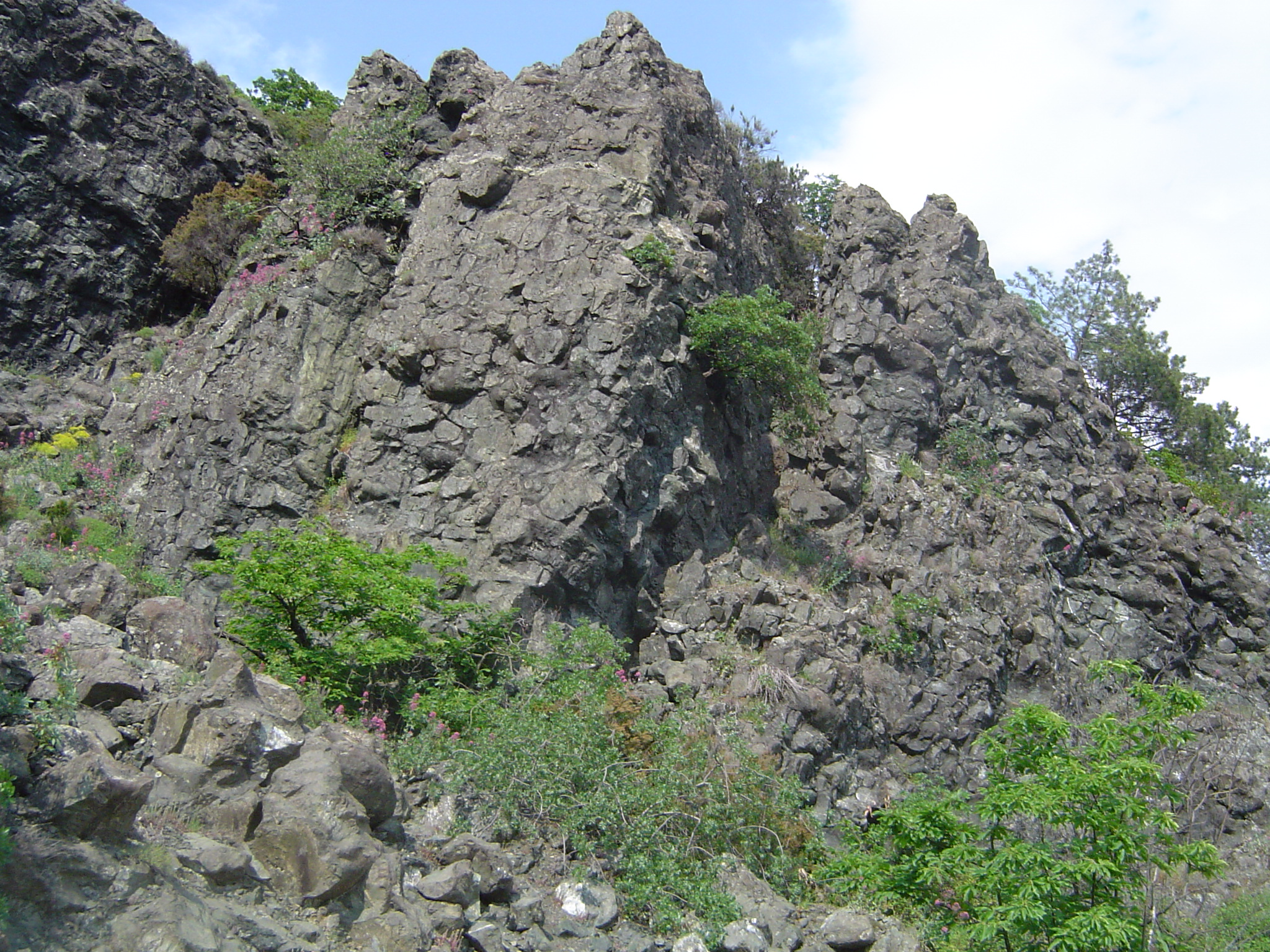
Affioramento di basalti a cuscino nell'Appennino settentrionale

L'osservazione di strutture formatisi entro le lave a cuscino, quando presenti, in una serie geologica soggetta a piegamenti tettonici, permette l'individuazione del piano di giacitura e della direzione del vettore gravità al momento della deposizione. Ciò consente di riconoscere l'originale piano di deposizione ed il relativo spostamento tettonico attuale.
Le strutture che permettono questo riconoscimento sono:
1. Posizione delle vescicole di gas magmatici: questi durante il raffreddamento del magma entro il singolo cuscino, si accumulano verso l'alto del cuscino, fissando, dopo la solidificazione la direzione di fuga dei gas.
2. I cuscini mostrano una superficie convessa sulla parte superiore.
3. I cuscini presentano una base ridotta in seguito alla deposizione sopra altri cuscini sottostanti.